# Pteropus caniceps
Pteropus caniceps is een vleermuis uit het geslacht Pteropus die voorkomt op Batjan, Halmahera, Morotai, Ngelengele Besar, Ternate en Tidore in de noordelijke Molukken (Indonesië). De soort is ook gerapporteerd in Mangole, de Sangihe-eilanden, de Peleng-eilanden en Celebes, maar de eerste drie meldingen zijn onterecht, terwijl het voorkomen op Celebes dubieus is (het enige bekende exemplaar uit Celebes werd gekocht van een handelaar). Desondanks wordt de populatie op Celebes als een aparte ondersoort, P. c. dobsoni Andersen, 1908, beschouwd.
P. caniceps is een middelgrote Pteropus-soort. De rug is donkerbruin, de schouders zijn geelachtig, de kop is lichtbruin en de buik is bruin. Zowel de rug- als de buikvacht bevat ook zilverkleurige haren. De kop-romplengte bedraagt 213,6 mm, de voorarmlengte 139,0 tot 141,1 mm, de tibialengte 67,2 mm, de oorlengte 30,3 mm en het gewicht 400 tot 610 g (gebaseerd op een vrouwtje (twee voor voorarmlengte en gewicht) uit Tidore).
Pteropus admiralitatum · Pteropus aldabrensis · Pteropus alecto · Pteropus anetianus · Pteropus aruensis · Pteropus brunneus · Pteropus caniceps · Halstervleerhond (Pteropus capistratus) · Pteropus chrysoproctus · Pteropus cognatus · Pteropus conspicillatus · Pteropus dasymallus · Pteropus faunulus · Pteropus fundatus · Vliegende vos (Pteropus giganteus) · Pteropus gilliardorum · Pteropus griseus · Pteropus howensis · Pteropus hypomelanus · Chuukvleerhond (Pteropus insularis) · Pteropus intermedius · Pteropus keyensis · Comorenvleerhond (Pteropus livingstonii) · Pteropus lombocensis · Pteropus loochoensis · Lyles vleerhond (Pteropus lylei) · Pteropus macrotis · Pteropus mahaganus · Pteropus mariannus · Pteropus melanopogon · Pteropus melanotus · Pohnpeivleerhond (Pteropus molossinus) · Pteropus neohibernicus · Zwarte vleerhond (Pteropus niger) · Pteropus nitendiensis · Pteropus ocularis · Pteropus ornatus · Pteropus pelewensis · Pteropus personatus · Pteropus pilosus · Pteropus pohlei · Grijskopvleerhond (Pteropus poliocephalus) · Boninvleerhond (Pteropus pselaphon) · Pteropus pumilus · Pteropus rayneri · Pteropus rennelli · Rodriguesvleerhond (Pteropus rodricensis) · Rode vleerhond (Pteropus rufus) · Pteropus samoensis · Pteropus scapulatus · Pteropus seychellensis · Pteropus speciosus · Pteropus subniger · Pteropus temminckii · Pteropus tokudae · Tongavleerhond (Pteropus tonganus) · Pteropus tuberculatus · Pteropus ualanus · Kalong (Pteropus vampyrus) · Pteropus vetulus · Pembavleerhond (Pteropus voeltzkowi) · Pteropus woodfordi · Pteropus yapensis